# رودخانه ول آبی
رودخانه ول آبی از رودخانه‌های شهرستان تنکابن در استان مازندران ایران است.
این رودخانه از کوه‌های هلوبن – نوسانکش – قسمت غربی مرتع لیه – نارنج بن – سیاهگلچال – سرچشمه گرفته پس از عبور از روستای جل آخوند محله – سلیمان‌آباد – به رودخانه تیرم متصل شده به دریا می‌ریزد و کانالی نیز از این رودخانه منشعب شده به طرف مزارع غرب سلیمان‌آباد – کتسچر و چلاسر می‌رود (به نام بند کربلایی علی)